# Atelopus chocoensis
Atelopus chocoensis är en groddjursart som beskrevs av Stefan Lötters 1992. Atelopus chocoensis ingår i släktet Atelopus och familjen paddor. IUCN kategoriserar arten globalt som akut hotad. Inga underarter finns listade.